# 別府大學
別府大學（日语：別府大学／べっぷだいがく、英文: Beppu University），設立在日本大分縣別府市北石垣82的私立大學，1950年時設立，大學簡稱別大、別府大。

## 学校组织
- 学部
  - 国际经营学部
  - 文学部
  - 食物营养科学部
- 大学院
  - 文学研究科
  - 食物营养科学研究科
- 别府大学短期大学部

## 姊妹校[1]
：
- 大慶大學
- 大邱產業大學（朝鲜语：한국폴리텍6대학）
- 京東大學（朝鲜语：경동대학교）
- 東宇大學（朝鲜语：동우대학）
- 東明大學（朝鲜语：동명대학교）
- 釜山經商大學（朝鲜语：부산경상대학교）
- 東釜山大學（朝鲜语：동부산대학교）
- 大邱天主教大學（朝鲜语：대구가톨릭대학교）
- 仁濟大學
- 馬山大學（朝鲜语：마산대학교）
- 濟州漢拏大學（朝鲜语：제주한라대학교）
- 西京大學
- 東義大學（朝鲜语：동의대학교）
- 誠信女子大學
- 京福大學（朝鲜语：경복대학교）
- 國際大學
- 威德大學
- 東西大學
- 慶南情報大學（朝鲜语：경남정보대학교）
- 韓國傳統文化大學（朝鲜语：한국전통문화대학교）
- 建陽大學（朝鲜语：건양대학교）
- 安東大學（朝鲜语：안동대학교）
- 嶺南外國語大學（朝鲜语：영남외국어대학）
- 白石大學
- 浦項大學（朝鲜语：포항대학교）
- 東元大學（朝鲜语：동원대학교）
- 又松大學（朝鲜语：우송대학교）
- 順天大學（朝鲜语：순천대학교）
- 慶雲大學（朝鲜语：경운대학교）
- 大邱科學大學（朝鲜语：대구과학대학교）
- 東義大學（朝鲜语：동의대학교）
- 新安山大學（朝鲜语：신안산대학교）
- 永進專門大學（朝鲜语：영진전문대학교）
- 湖南大學
- 漢陽女子大學（朝鲜语：한양여자대학교）
- 韓國外國語大學
- 龍仁大學
- 水原大學
- 水原科學大學（朝鲜语：수원과학대학교）

 臺灣：
- 明道大學
- 中國文化大學
- 稻江科技暨管理學院
- 崇右影藝科技大學
- 崑山科技大學
- 景文科技大學
- 中央警察大學

 中国：
- 四川外國語大學
- 復旦大學
- 魯東大學
- 山東國際文化交流學院
- 遼寧華瀾學校
- 蘇州農業職業技術學院
- 中國海洋大學
- 江蘇信息職業技術學院
- 上海外國語大學賢達經濟人文學院
- 武漢科技大學中南分校

 香港：
- 香港理工大學

 美国：
- 夏威夷大學
- 德安扎學院（英语：De Anza College）

 新西兰：
- 外阿里基工科大學（英语：Waiariki Institute of Technology）

 俄羅斯：
- 國立高等經濟大學（英语：National Research University – Higher School of Economics）

 法國：
- 巴黎第十二大學
- 蒙佩利爾第三大學

 英国：
- 溫徹斯特公學

## 交通
- 鐵路：JR九州日豐本線別府大學站下車，步行約10分鐘抵達。
- 高速公路：從大分自動車道下別府交流道後，開車約7分鐘抵達。

## 相关链接
- 官方网站（页面存档备份，存于）